# Villiers-sur-Chizé
Villiers-sur-Chizé – miejscowość i gmina we Francji, w regionie Nowa Akwitania, w departamencie Deux-Sèvres.
Według danych na rok 1990 gminę zamieszkiwało 159 osób, a gęstość zaludnienia wynosiła 14 osób/km² (wśród 1467 gmin regionu Poitou-Charentes Villiers-sur-Chizé plasuje się na 836. miejscu pod względem liczby ludności, natomiast pod względem powierzchni na miejscu 760.).